# 柴田恭平
柴田 恭平（しばた きょうへい、1981年6月24日 - ）は、日本の元男子バレーボール選手。

## 来歴
茨城県筑西市出身。両親の影響で、下館南中学1年よりバレーボールを始める。全日本ユース代表やジュニア代表を経験し、2004年、全日本代表に初選出され、2004年ワールドリーグ、2005年ワールドグランドチャンピオンズカップに出場した。
2007年、スペインリーグのCVアルメリアへ1シーズン期間移籍した。
2009年5月末付で東レアローズを退団し、サントリーサンバーズへ移籍した。
退団後の2011年7月、つくばユナイテッドSun GAIAへ移籍。翌2012年7月につくばユナイテッドを退団した。

## 球歴
- 全日本代表 - 2004-2006年、2008年
  - ワールドリーグ - 2004年、2008年
  - ワールドグランドチャンピオンズカップ - 2005年

## 所属チーム
- 深谷高校
- 筑波大学
- 東レアローズ（2004-2009年）
  -  CVアルメリア（2007-2008年）
- サントリーサンバーズ（2009-2011年）
- つくばユナイテッドSun GAIA（2011-2012年）